# Карин, Ерлан Тынымбаевич
Ерлан Тынымбайулы Карин (каз. Ерлан Тынымбайұлы Қарин, родился 26 мая 1976 года, Аксу, Южно-Казахстанская область, Казахская ССР) — казахстанский политический и общественный деятель, политолог, учёный. Государственный Секретарь Республики Казахстан (с 5 января 2022 года). Председатель Казахстанского совета по международным отношениям (КАСМО). Известный эксперт по проблеме терроризма, один из участников операции «Жусан»

## Биография
Родился 26 мая 1976 года в селе Аксу Сайрамского района Чимкентской области (ныне Туркестанская область). Происходит из рода адай племени байулы.
В 1997 году Окончил исторический факультет Актюбинского государственного университета имени К. Жубанова, в 1999 году — аспирантуру факультета философии и политологии Казахского государственного университета имени аль-Фараби. Кандидат политических наук, тема кандидатской диссертации: «Внутриполитические аспекты национальной безопасности Республики Казахстан».
В 1996—1998 годах работал учителем истории и географии средней школы № 33 города Актюбинск (с 1999 года — Актобе), преподавателем кафедры политологии Актюбинского государственного университета имени К. Жубанова.
В 1998—2000 годах работал сотрудником Центра политических исследований Института развития Казахстана, заместителем директора Института России и Китая.
С 2000 по 2003 год — директор Центрально-Азиатского агентства политических исследований.
В 2002—2003 годах — внештатный советник премьер-министра Республики Казахстан.
В 2003—2004 годах — первый заместитель председателя Республиканской партии «Асар», генеральный директор Международного института современной политики.
С 2004 по 2006 год возглавлял Центр антитеррористических программ.
В 2006 году был назначен советником акима Мангистауской области по политическим вопросам.
В феврале 2008 года распоряжением Президента Республики Казахстан Нурсултана Назарбаева Ерлан Карин был назначен заведующим отделом внутренней политики Администрации Президента Республики Казахстан.
В ноябре 2008 года постановлением председателя Народно-демократической партии «Нур Отан» Нурсултана Назарбаева был назначен секретарём НДП «Нур Отан» по стратегическому развитию. В августе 2013 года покинул пост секретаря НДП «Нур Отан» в связи с зарубежной стажировкой.
В декабре 2013 года — мае 2014 года — приглашённый профессор в Американском университете в Вашингтоне (США).
В октябре 2014 года распоряжением Президента Республики Казахстан Нурсултана Назарбаева назначен директором Казахстанского института стратегических исследований при Президенте Республики Казахстан.
9 февраля 2017 года был назначен председателем правления АО «РТРК „Казахстан“».
5 апреля 2019 года назначен Советником Президента Республики Казахстан.
30 июля 2020 года назначен помощником Президента Республики Казахстан.
5 января 2022 года назначен Государственным Секретарем Республики Казахстан.
Является секретарем Национального совета Общественного Доверия (НСОД), председателем совета правления Казахстанской ассоциации политических наук, членом Исполкома Азиатской федерации каратэ-до (АKF). Почетный профессор Шанхайского университета международных исследований (2018).
Владеет казахским, русским и английскими языками. Ерлан Карин является автором более 200 научных и публицистических статей в казахстанских и зарубежных научных и периодических изданиях.
В качестве идеала политического деятеля называет Алихана Букейханова, Джона Кеннеди и Нурсултана Назарбаева. Хобби — фотография, история, археология, коллекционирование, оружие. Интересы — проблема терроризма, национальная и региональная безопасность, спецслужбы и их роль в системе национальной безопасности, история Казахстана, история и культура стран Азии.
Женат, воспитывает шестерых детей.

## Награды
- 2010 — орден «Курмет»;
- 2019 — Орден Достык 2 степени;[8]
- 2022 (18 марта) — Орден «Барыс» 2 степени;[9]
- 2024 (26 августа) — Орден «Дустлик» (Узбекистан)[10]

- Правительственные медали, в том числе:
  - Медаль «10 лет Астане» (2008);
  - Медаль «20 лет независимости Республики Казахстан» (2011);
  - Медаль «20 лет Вооружённых сил Республики Казахстан» (2012);
  - Медаль «25 лет независимости Республики Казахстан» (2016);
  - Медаль «25 лет Войскам правопорядка Казахстана» (2017);
  - Медаль «Қазақстан Республикасының Прокуратурасына 25 жыл» (2017);
  - Медаль «За вклад в обеспечение национальной безопасности» (2019);
- Другие награды:
- Нагрудный знак МОН РК «За заслуги в развитии науки Республики Казахстан»;
- Премия «Народный любимец» в номинации «Ясновидящий политолог года» (2011);[11]
- Премия «Народный любимец» в номинации «Политический резонанс» (2012);[12]
- Премия «Люди года» в номинации «Политический деятель» по версии Интернет-ресурса Vласть (2012);[13]
- Нагрудной знак «Почетный спортивный работник» (2018);

## Книги
Автор следующих книг:
- Ерлан Карин. «Солдаты Халифата: Мифы и реальность». — Алматы, 2014. — 174 с. — 2000 экз. — ISBN 978-601-80507-0-1.
- «Балбалтас. От Орхона до Каспия» (2013)
- „Successor or Succession?“ Transferring power in Kazakhstan» (2014)
- Ерлан Карин, Джейкоб Зенн. Между ИГИЛ и Аль-Каидой: центральноазиасткие боевики в Сирийской войне. — Астана, 2017. — 312 с. — 1500 экз. — ISBN 978-601-7922-00-9.
- Ерлан Карин. Операция «Жусан». — Алматы, 2020. — 272 с. — 1000 экз. — ISBN 978-601-7847-42-5.
- Ерлан Карин. От Cassackia до Казахстана: локализация Казахстана на европейских, российских и азиатских картах XVI — первая половина XIX века / Составители: Г. Ксенжик, Е. Рахимов. — Алматы: Национальный музей Республики Казахстан, 2024. — 226 с. — 1000 экз. — ISBN 978-601-217-854-8.

## Фильмы
- Тар заман
- 16 дней декабря
- Тұзақ. История одной авантюры

## Статьи и интервью
- Ерлан Карин: Казахстан без Назарбаева — это «чёрный ящик». Для западных аналитиков любой вариант смены власти в Казахстане — это свершение самых негативных ожиданий.
- Ерлан Карин: Конъюнктурная инициатива о пожизненном президентстве Назарбаева искажает его роль в развитии Казахстана.
- Ерлан Карин. Терроризм в Казахстане: от виртуального к реальному.
- Ерлан Карин. Угроза остаётся. Архивировано 17 мая 2012 года.
- Ерлан Карин. Войны спецслужб. Архивировано 17 мая 2012 года.
- Ерлан Карин, политолог: Идея создания Евразийского парламента даже не обсуждается. Архивировано 12 января 2013 года.
- Ерлан Карин. Солдаты с детскими глазами. Архивировано 17 мая 2012 года.
- Ерлан Карин. Балбал тас (каз.). Архивировано 17 мая 2012 года.
- Ерлан Карин. Таңбалы тас (каз.). Архивировано 17 мая 2012 года.